# Białoboki (Trzebiatów)
Białoboki (deutsch Belbuck) ist eine Ortschaft in der polnischen Woiwodschaft Westpommern. Sie liegt an der Stelle des mittelalterlichen Klosters Belbuck und bildet heute einen Stadtteil von Trzebiatów (Treptow an der Rega) im Powiat Gryficki (Greifenberger Kreis).

## Geographische Lage und Verkehrsanbindung
Białoboki liegt in Hinterpommern, und zwar im Nordwesten von Trzebiatów am rechten Regaufer, unweit der Ausfallstraße (Woiwodschaftsstraße 109) nach Mrzeżyno ((Treptower) Deep) an der Ostsee. Vor 1945 führte die Bahnstrecke Treptow a. Rega – Deep (Trzebiatów – Mrzeżyno) der Greifenberger Kleinbahn am Ortsrand vorbei. Heute besteht Bahnanschluss über den Stadtbahnhof in Trzebiatów an der Staatsbahnstrecke Nr. 402 von Koszalin (Köslin) nach Goleniów (Gollnow).

## Ortsname
Einen weiteren Ort mit dem Namen Białoboki gibt es in Polen in der Woiwodschaft Karpatenvorland.

## Geschichtliches
Die Geschichte des bis 1945 Belbuck genannten Ortes ist mit der des dort ansässigen Klosters Belbuck unmittelbar verbunden. Bereits im 12. Jahrhundert gegründet erlosch es nach der Reformation.
Seit Ende des 19. Jahrhunderts war die kleine Gemeinde Belbuck in den Amtsbezirk Neuhof (heute polnisch: Nowielice) eingegliedert, zu dem auch der Gutsbezirk Neuhof und die Landgemeinden Arnsberg (Gorzysław), Deep, Holm (Chełm Gryficki), Kamp-Wustrow (Kępa und Ostrowo, beide nicht mehr existent), Robe und Triebs (Trzebusz) gehörten. Er gehörte zum Landkreis Greifenberg i. Pom. im Regierungsbezirk Stettin (ab 1939 Regierungsbezirk Köslin) der preußischen Provinz Pommern.
Im Jahre 1910 zählte die Landgemeinde Belbuck 97 Einwohner, 1925 waren es 95.
Zum 1. Oktober 1937 wurde die Gemeinde Belbuck aufgelöst. Der größere Teil des Gemeindegebietes kam an den neugebildeten Gutsbezirk Remonteamt Neuhof, der kleinere Teil wurde in die Stadt Treptow a./Rega eingemeindet.
Nach dem Zweiten Weltkrieg wurde Belbuck 1945 zusammen mit ganz Hinterpommern unter polnische Verwaltung gestellt. Unter ihrem polnischen  Namen Białoboki ist die Ortschaft heute ein Stadtteil von Trzebiatów.

## Kirche
Vor 1945 war Belbuck in das evangelische Kirchspiel der Marienkirche in Treptow a. Rega eingepfarrt, das zum Kirchenkreis Treptow im Ostsprengel der Kirchenprovinz Pommern der Kirche der Altpreußischen Union gehörte. Die letzten deutschen Stadtpfarrer des immerhin mehr als 8000 Gemeindeglieder zählenden Pfarrsprengels waren Karl Schulz und Wilhelm Fries.
Die Zugehörigkeit zur – nun freilich katholischen – Parafia Trzebiatów ist nach 1945 auch für Białoboki geblieben. Sie gehört nun zum Dekanat Trzebiatów im Erzbistum Stettin-Cammin der Katholischen Kirche in Polen. Hier lebende evangelische Kirchenglieder gehören zur Trinitatiskirchengemeinde in Stettin in der Diözese Breslau der Evangelisch-Augsburgischen Kirche in Polen, der in Trzebiatów die Johanneskirche als Filialkirche gehört, die vor 1945 Gottesdienststätte der Altlutheraner war.